# Horacio Valcárcel Villar
Horacio Valcárcel Villar fou un guionista de cinema i de televisió espanyol. Va intentar fer carrera com a director de cinema amb Miguelín (1964) que va participar en el 17è Festival Internacional de Cinema de Canes. El fracàs de la producció del seu segon llargmetratge, Los pájaros ciegos (1965), el va empentar a dedicar-se a fer guions. Es dedicà durant uns anys a fer curtmetratges i documentals fins que el 1977 va fer el guió de La guerra de papá.
Des que el 1981 va fer el guió d'El crack va iniciar una intensa col·laboració amb José Luis Garci, per a qui va fer molts dels guions de les seves pel·lícules com El abuelo (1998), You're the one (una historia de entonces) (2000), Historia de un beso (2002), Tiovivo c. 1950 (2004) i Luz de domingo (2007).
També va fer guions per a sèries de televisió emblemàtiques com Verano azul (1981), Turno de oficio (1986) i Farmacia de guardia (1991). Fou nominat al Goya al millor guió original per Espérame en el cielo (1988) i al Goya al millor guió adaptat per Canción de cuna (1994), El abuelo (1998) i Ninette (2005). És membre de la SGAE des de 1978. El 2010 va rebre el Goya d'honor. El 2016 es va retirar per motius de salut, ja que patia la malaltia d'Alzheimer.